# Anopheles donaldi
Anopheles donaldi är en tvåvingeart som beskrevs av Reid 1962. Anopheles donaldi ingår i släktet Anopheles och familjen stickmyggor. Inga underarter finns listade i Catalogue of Life.